# Sitio de la base fronteriza de Lugansk
El sitio de la base fronteriza de Lugansk fue un enfrentamiento de dos días en una base fronteriza ucraniana ubicada en las afueras de la ciudad de Lugansk, cerca a los límites con Rusia, del 2 al 4 de junio de 2014.

## Fondo
Después del final de la revolución ucraniana de 2014, el este de Ucrania experimentó protestas prorrusas. Los edificios gubernamentales que inicialmente estaban ocupados fueron retomados, pero el 6 de abril, la oficina del Servicio de Seguridad de Ucrania en Lugansk fue ocupada por manifestantes. El 29 de abril, se incautaron muchos otros edificios clave, como los edificios de la Administración Regional del Estado y la oficina del fiscal. Los separatistas prorrusos pronto ampliaron su control a otras ciudades y celebraron un referéndum el 11 de mayo de 2014, que según dijeron mostró que el 96 % de los votantes respaldaba una Lugansk independiente. La frontera con Lugansk experimentó un gran flujo de rusos étnicos que intentaban cruzar a Ucrania para unirse a los separatistas, y muchos intentos fueron repelidos.

## Batalla
El 2 de junio, a las 00:30, 100 combatientes rebeldes atacaron la base de la guardia fronteriza, pero los guardias del Servicio Estatal de Guardia Fronteriza de Ucrania intercambiaron disparos y lograron repeler el ataque. Sin embargo, el número de rebeldes aumentó a 400 y, según los guardias fronterizos, los rebeldes se dirigieron a las zonas residenciales y dispararon desde los techos de los apartamentos cercanos. Los militantes utilizaron armas automáticas y juegos de rol contra los guardias fronterizos. Un avión solitario fue destacado para tratar de apoyar a los guardias fronterizos que luchaban contra los rebeldes. Según los guardias fronterizos, algunos de los militantes eran combatientes extranjeros provenientes de la Federación Rusa.
Aviones de combate ucranianos lanzaron ataques aéreos contra bastiones separatistas en Lugansk para apoyar a los guardias fronterizos. Se vio al menos un avión volando por delante y un cohete explotó en Lugansk RSA, matando a 8-13 civiles e hiriendo a muchos otros. El gobierno de Ucrania negó ser responsable y afirmó  falsamente que fue causado por un misil tierra-aire portátil rebelde fallado. Al día siguiente, la OSCE publicó un informe, basado en una 'observación limitada', en el que culpaba de la explosión a un ataque aéreo. El ejército admitió haber realizado más de 150 ataques aéreos durante el día en el área de Lugansk. Los intensos combates continuaron hasta más tarde ese día. Al final del primer día, el ataque había fracasado y los guardias fronterizos aún mantenían el control, con siete heridos.
El 3 de junio la situación estaba más tranquila, pero los rebeldes continuaban asediando la base. Según un portavoz de la Guardia Fronteriza, los cosacos también se encontraban entre los separatistas que los asediaban. También dijo que no venían tropas ucranianas al rescate. Valery Bolotov, el "gobernador del pueblo" de Lugansk declaró que si los guardias fronterizos no se retiraban por la noche, serían "borrados de la faz de la tierra". Rusia convocó una reunión de emergencia del Consejo de Seguridad de la ONU, en donde acusaron a Ucrania de crímenes contra su propio pueblo.
El 4 de junio, las tropas ucranianas se rindieron. Fueron autorizados a retirarse de la base y fueron reubicados en otro lugar. Los separatistas prorrusos capturaron municiones de la base y permitieron que los guardias fronterizos restantes se fueran. Los separatistas tomaron la base, así como una base de la Guardia Nacional cerca de Lugansk y otra base de la guardia fronteriza en Sverdlovsk. La base de la Guardia Nacional cayó después de que los soldados se quedaron sin municiones, mientras que los separatistas incautaron cantidades de municiones y explosivos del puesto de guardia fronterizo de Lugansk.